# Tribuno consular
Los tribunos consulares o tribunos militares con poder consular (en latín, tribuni militum consulari potestate) fueron unos magistrados de la Antigua Roma que sustituyeron a los cónsules como magistrados epónimos durante el llamado conflicto patricio-plebeyo de la temprana República romana. Se instauraron en el año 444 a. C. y cubren los fastos hasta el año 367 a. C., aunque en algunos años se volvieron a elegir cónsules.

## Origen y disolución del cargo
Según Tito Livio y Dionisio de Halicarnaso, la magistratura de los tribunos consulares fue creada durante el conflicto patricio-plebeyo, junto con la magistratura del censor, con el fin de dar acceso a los plebeyos a los niveles más altos del gobierno sin tener que reformar el puesto de cónsul, que los patricios defendían como reservado para su orden. Con la introducción de la figura del tribuno consular se saltaba este problema formal para dar a la plebe el acceso al máximo poder magistral, sin pasar por el consulado.
La elección de si un collegium de tribunos consulares o de cónsules debían ser elegidos para un año determinado se hacía por senatus consultum, estableciendo los periodos en que un puesto era intercalado con el otro. Lo más probable es que la elección fuese hecha en función de la persona en lugar del tipo de cargo, en relación con la capacidad de los candidatos individuales para atraer los votos de las tribus.
El número de tribunos consulares varió de 3 a 6. Debido a que se les consideraba colegas de los dos censores, a veces se hace mención a los "ocho tribunos".
Sin embargo, los estudiosos modernos creen ahora que la creación de los tribunos consulares se debió a las cambiantes necesidades militares y administrativas del Estado romano en expansión. Al principio durante la década del 440, los tribunos consulares, elegidos por las tres antiguas tribus de los titienses , ramnenses y lúceres, formaron parte de un rediseño total de la estructura militar del Estado para maximizar su eficiencia, incluyendo la creación de la censura (responsable de realizar el censo para identificar el número de hombres capaces de prestar servicio militar) y la cuestura (responsable del dinero y suministro de los ejércitos). Originalmente los titulares de cargos patricios, que eran referidos como tribunos militares, eran los responsables de dirigir los ejércitos en la batalla. No fue hasta mucho más tarde que se les dio la adición anacrónica de «con poder consular» en un intento para distinguirlos de los tribunos militares que eran los oficiales legionarios de mediados y finales de la República.
Los tribunos consulares, como sus predecesores consulares, ejercieron imperium consular, lo que indica que debían haber sido elegidos por los Comitia centuriata, puesto que las necesidades actuales del Estado no podían ser atendidos por el sistema consular anterior. De su número inicial de tres, los tribunos consulares se incrementaron a cuatro por primera vez en el 426 a. C., en respuesta a la situación militar que supuso que el estado romano capturase y anexase Fidenas.
En el 405 a. C., el número de tribunos consulares fue aumentado a seis por primera vez; y después de que, aparte de algún año ocasional en el que constan ocho o diez tribunos consulares, el Estado romano fue dirigido por seis tribunos consulares para casi todos los años hasta la disolución del cargo y la reintroducción del consulado en el 366 a. C. El aumento se debió a la necesidad de tribunos consulares, no solo para manejar los asuntos militares de Roma, sino también por las necesidades administrativas de la ciudad.
Según Tito Livio, la práctica de elegir tribunos consulares llegó a su final en el 366 a. C., cuando las Leges Liciniae-Sextiae entraron en vigor, permitiendo el acceso del orden plebeyo al cargo de cónsul. La interpretación moderna de este proceso entiende que el cambio se produjo cuando la posición de Roma en el Latium había llegado a convertirse suficientemente segura como para permitir que las tareas urbanas de los tribunos consulares pudieran ser descargadas en otros cargos con diferentes niveles de imperium. Así, la reorganización del Estado romano, el 367-366 a. C. vio la sustitución de los seis tribunos consulares con cinco funcionarios con distintas funciones: la jefatura del Estado llegó a estar formado por dos cónsules, librando las guerras y conduciendo las deliberaciones del Senado. Además hubo un pretor que supervisaría los litigios en la ciudad, mientras que dos ediles curules se hacían cargos de todas las demás tareas administrativas dentro de la ciudad, tales como la organización y celebración de los juegos públicos y la supervisión y el control de los mercados en Roma.